# Monachini
Monachini – plemię ssaków płetwonogich z podrodziny Monachinae w obrębie rodziny fokowatych (Phocidae).

## Podział systematyczny
Do plemienia należą następujące rodzaje:
- Monachus Fleming, 1822 – mniszka – jedynym przedstawicielem jest Monachus monachus (Hermann, 1779) – mniszka śródziemnomorska
- Neomonachus Slater & K.M. Helgen, 2014

Opisano również wymarłe rodzaje:
- Eomonachus Rule, Adams, Marx, Evans, Tennyson, Scofield & Fitzgerald, 2020[8] – jedynym przedstawicielem był Eomonachus belegaerensis Rule, Adams, Marx, Evans, Tennyson, Scofield & Fitzgerald, 2020
- Messiphoca Muizon, 1981[9] – jedynym przedstawicielem był Messiphoca mauretanica Muizon, 1981
- Monachopsis M. Kretzoi, 1941[10] – jedynym przedstawicielem był Monachopsis pontica (Eichwald, 1850)
- Monotherium Van Bénéden, 1876[11] – jedynym przedstawicielem był Monotherium delognii Van Bénéden, 1876
- Palmidophoca Ginsburg & Janvier, 1975[12]
- Pliophoca Tavani, 1941[13] – jedynym przedstawicielem był Pliophoca etrusca Tavani, 1941
- Pontophoca M. Kretzoi, 1941[10]
- Properiptychus F. Ameghino, 1897[14] – jedynym przedstawicielem był Properiptychus argentinus (F. Ameghino, 1893)